# Vicekoning van Koesj

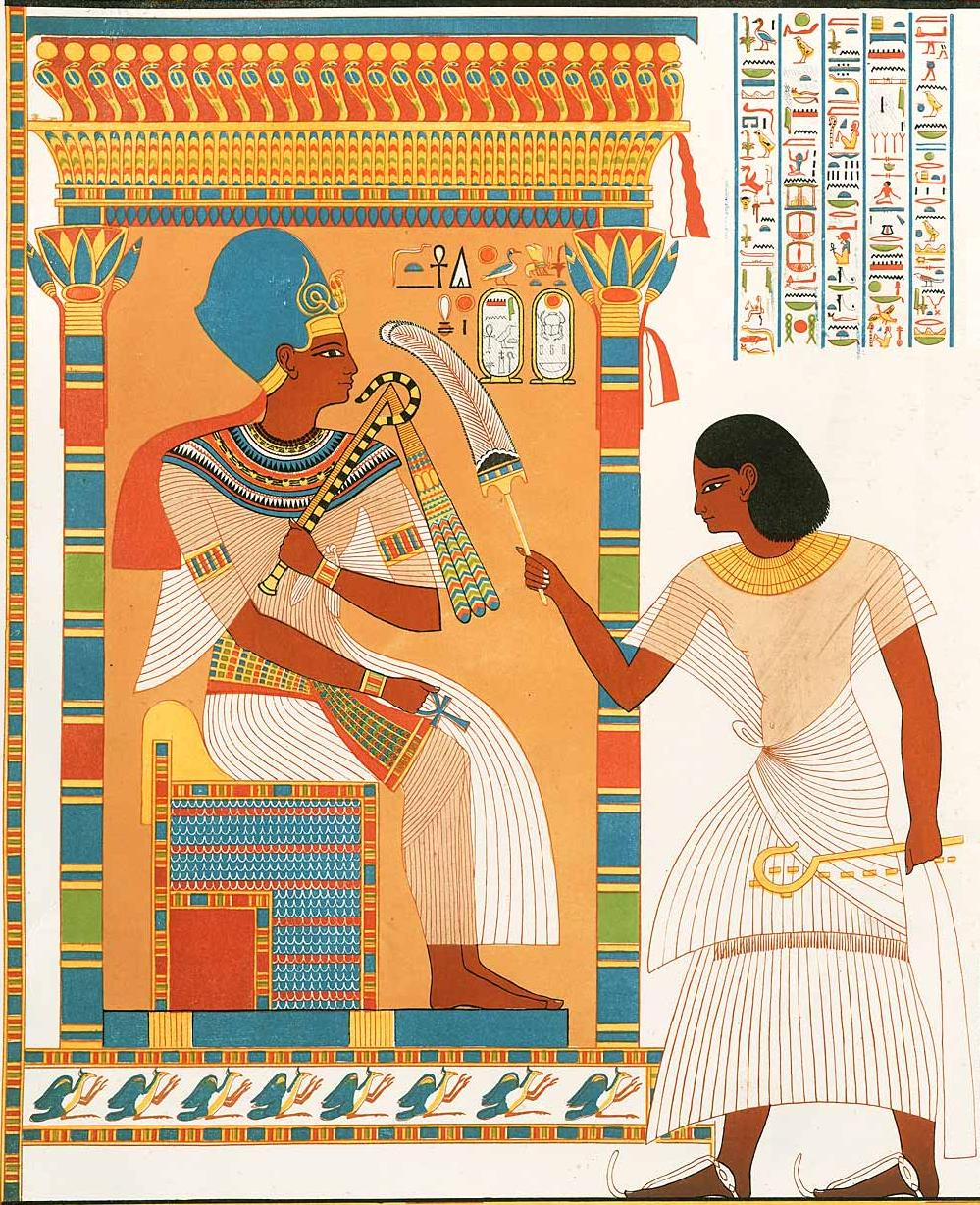
Hui-Amenhotep voor farao Toetanchamon, gemaakt door Karl Richard Lepsius

De vicekoning van Koesj (letterlijk: Koningszoon van Koesj) was een hoge oud-Egyptische ambtenaar die fungeerde als bestuurder van de Nubische provincies ten tijde van het Nieuwe Rijk (ca. 1550–1070 v.Chr.) en tijdens de eerste helft van de derde tussenperiode (ca. 1075–652 v.Chr.).

## Ambtszetel
De vicekoning van Koesj had zijn ambtszetel in Aniba in Neder-Nubië. Zijn ambtsbereik omvatte alle delen van het door Egypte veroverde Nubië (tot aan de vierde cataract van de Nijl), maar ook een deel van Opper-Egypte. Onder hem stonden diverse andere beambten, waarvan de "vertegenwoordiger van de vicekoning van Koesj" de belangrijkste was.

## Lijst van vicekoningen van Koesj
| Naam                | Onder koning (farao)               | Commentaar                                                             |
| ------------------- | ---------------------------------- | ---------------------------------------------------------------------- |
| Teti                | Kamose                             | De aanstelling van Teti als eerste vicekoning van Koesj is niet zeker. |
| Djehuti             | Ahmose                             | De aanstelling van Djehuti als vicekoning van Koesj is niet zeker.     |
| Zatayt              | Amenhotep I en Thoetmosis I        | Eerste vicekoning van Koesj waarover men zeker is.                     |
| Tuwre               | Amenhotep I en Thoetmosis I        |                                                                        |
| Seni                | Thoetmosis I en Thoetmosis II      |                                                                        |
| Penre               | Hatsjepsoet                        |                                                                        |
| Inebni, Amenemnechu | Hatsjepsoet                        |                                                                        |
| Nehy                | Thoetmosis III                     | Geattesteerd in het 23e en 25e jaar van de koning                      |
| Usersatet           | Amenhotep II                       | Geattesteerd in het 23e jaar van de koning                             |
| Amenophis           | Thoetmosis IV en Amenhotep III     |                                                                        |
| Merimose            | Amenhotep III                      |                                                                        |
| Thoehmosis          | Echnaton                           |                                                                        |
| Huy-Amenhotep       | Toetanchamon                       |                                                                        |
| Paser I             | Ay en Horemheb                     |                                                                        |
| Amenemopet          | Seti I en Ramses II                |                                                                        |
| Yuni                | Seti I en Ramses II                |                                                                        |
| Heqanacht           | Ramses II                          |                                                                        |
| Huy                 | Ramses II                          |                                                                        |
| Paser II            | Ramses II                          |                                                                        |
| Setau               | Ramses II                          |                                                                        |
| Iuni                | Ramses II                          |                                                                        |
| Hori (I)            | Ramses II                          |                                                                        |
| Mernedjem           | Ramses II                          |                                                                        |
| Anhotep             | Ramses II                          |                                                                        |
| Messui              | Merenptah                          |                                                                        |
| Chaemteri           | Merenptah                          |                                                                        |
| Seti                | Siptah                             |                                                                        |
| Hori II             | Van Siptah tot Ramses III          |                                                                        |
| Hori III            | Van Ramses III tot Ramses V        |                                                                        |
| Siese               | Ramses VI                          |                                                                        |
| Nahiho              | Ramses VII en mogelijk Ramses VIII |                                                                        |
| Wentawat            | Ramses IX                          |                                                                        |
| Ramsesnacht         | Ramses IX                          |                                                                        |
| Panehsi             | Ramses XI                          |                                                                        |
| Pianki              | Ramses XI                          |                                                                        |
| Herihor             | Ramses XI                          |                                                                        |
| Isisemheb           | gemalin van Pinedjem II            |                                                                        |
| Neschons            | gemalin van Pinedjem II            |                                                                        |
| N…                  | Osorkon II                         |                                                                        |
| Hatnacht            | Takelot II                         |                                                                        |
| Pami                | Osorkon III - Takelot III          |                                                                        |
| Osorkon-anch        | Takelot III                        |                                                                        |